# Eudactylina peruensis
Eudactylina peruensis is een eenoogkreeftjessoort uit de familie van de Eudactylinidae. De wetenschappelijke naam van de soort is voor het eerst geldig gepubliceerd in 1991 door Luque & Farfan.